# Шошоні (Айдахо)
Шошоні ([ʃoʊˈʃoʊn]; англ. Shoshone) — окружний центр і найбільше місто округу Лінкольн, штат Айдахо, США. Згідно з переписом 2010 року населення становило 1461 особу, що на 63 особи більше, ніж 2000 року.

## Географія
Шошоні розташоване за координатами 42°56′12″ пн. ш. 114°24′19″ зх. д. / 42.93667° пн. ш. 114.40528° зх. д. (42.936536, -114.405327).  За даними Бюро перепису населення США в 2010 році місто мало площу 3,02 км², з яких 2,96 км² — суходіл та 0,06 км² — водойми.

### Клімат
| Клімат : Шошоні                                         | Клімат : Шошоні | Клімат : Шошоні | Клімат : Шошоні | Клімат : Шошоні | Клімат : Шошоні | Клімат : Шошоні | Клімат : Шошоні | Клімат : Шошоні | Клімат : Шошоні | Клімат : Шошоні | Клімат : Шошоні | Клімат : Шошоні | Клімат : Шошоні |
| Показник                                                | Січ.            | Лют.            | Бер.            | Квіт.           | Трав.           | Черв.           | Лип.            | Серп.           | Вер.            | Жовт.           | Лист.           | Груд.           | Рік             |
| Абсолютний максимум, °C                                 | 15,6            | 18,3            | 26,1            | 32,2            | 38,3            | 40,6            | 42,8            | 40,6            | 38,3            | 33,9            | 23,3            | 19,4            | 42,8            |
| Середній максимум, °C                                   | 0,7             | 3,8             | 10,0            | 16,6            | 22,0            | 27,3            | 33,0            | 31,8            | 25,7            | 18,1            | 8,3             | 1,9             | 16,7            |
| Середній мінімум, °C                                    | −9,1            | −6,9            | −3,3            | 0,4             | 4,6             | 8,7             | 13,0            | 11,8            | 6,6             | 1,4             | −3,5            | −7,6            | 1,4             |
| Абсолютний мінімум, °C                                  | −37,8           | −37,2           | −23,9           | −17,2           | −9,4            | −2,8            | 0,0             | −1,7            | −8,9            | −13,3           | −28,9           | −32,8           | −37,8           |
| Норма опадів, мм                                        | 36              | 28              | 25              | 21              | 24              | 17              | 5               | 7               | 12              | 19              | 30              | 33              | 257             |
| ------------------------------------------------------- | --------------- | --------------- | --------------- | --------------- | --------------- | --------------- | --------------- | --------------- | --------------- | --------------- | --------------- | --------------- | --------------- |
| Джерело: https://wrcc.dri.edu/cgi-bin/cliMAIN.pl?id8380 |                 |                 |                 |                 |                 |                 |                 |                 |                 |                 |                 |                 |                 |

## Демографія

### Перепис 2010 року
За даними перепису 2010 року, у місті проживало 1461 особа в 542 домогосподарствах у складі 349 родин. Густота населення становила 494,8 ос./км². Було 647 помешкань, середня густота яких становила 219,1/км². Расовий склад міста: 81,0 % білих, 0,1 % афроамериканців, 0,8 % індіанців, 0,7 % азіатів, 0,1 % тихоокеанських остров'ян, 14,5 % інших рас, а також 2,8 % людей, які зараховують себе до двох або більше рас. Іспанці та латиноамериканці незалежно від раси становили 29,4 % населення.
Із 542 домогосподарств 38,4 % мали дітей віком до 18 років, які жили з батьками; 48,3 % були подружжями, які жили разом; 10,0 % мали господиню без чоловіка; 6,1 % мали господаря без дружини і 35,6 % не були родинами. 30,3 % домогосподарств складалися з однієї особи, в тому числі 13,8 % віком 65 і більше років. У середньому на домогосподарство припадало 2,63 мешканця, а середній розмір родини становив 3,29 особи.
Середній вік жителів міста становив 33 роки. Із них 29,4 % були віком до 18 років; 8,3 % — від 18 до 24; 24,6 % від 25 до 44; 22,2 % від 45 до 64 і 15,7 % — 65 років або старші. Статевий склад населення: 48,5 % — чоловіки і 51,5 % — жінки.
Середній дохід на одне домашнє господарство  становив 42 925 доларів США (медіана — 35 568), а середній дохід на одну сім'ю — 52 654 долари (медіана — 46 083). Медіана доходів становила 36 667 доларів для чоловіків та 17 917 доларів для жінок. За межею бідності перебувало 18,8 % осіб, у тому числі 23,4 % дітей у віці до 18 років та 12,9 % осіб у віці 65 років та старших.
Цивільне працевлаштоване населення становило 636 осіб. Основні галузі зайнятості: освіта, охорона здоров'я та соціальна допомога — 17,8 %, мистецтво, розваги та відпочинок — 16,4 %, роздрібна торгівля — 13,7 %, виробництво — 12,4 %.

### Перепис 2000 року
За даними перепису 2000 року, в місті проживало 1398 осіб у 547 домогосподарствах у складі 355 родин. Густота населення становила 550,8 ос./км². Було 615 помешкань, середня густота яких становила 242,3/км².
Расовий склад міста: 88,91 % білих, 0,07 % афроамериканців, 1,43 % індіанців, 0,79 % азіатів, 0,14 % тихоокеанських остров'ян, 7,65 % інших рас і 1,00 % людей, які зараховують себе до двох або більше рас. Іспанці та латиноамериканці незалежно від раси становили 11,30 % населення.
Із 547 домогосподарств 32,4 % мали дітей віком до 18 років, які жили з батьками; 51,0 % були подружжями, які жили разом; 9,0 % мали господиню без чоловіка, і 35,1 % не були родинами. 30,0 % домогосподарств складалися з однієї особи, в тому числі 14,8 % віком 65 і більше років. У середньому на домогосподарство припадало 2,49 мешканця, а середній розмір родини становив 3,10 особи.
Віковий склад населення: 27,1 % віком до 18 років, 8,9 % від 18 до 24, 24,8 % від 25 до 44, 19,5 % від 45 до 64 і 19,6 % від 65 років і старші. Середній вік жителів — 36 років. Статевий склад населення: 49,9 % — чоловіки і 50,1 % — жінки.
Середній дохід домогосподарств у місті становив $31 036, родин — $35 787. Середній дохід чоловіків становив $29 479 проти $20 417 у жінок. Дохід на душу населення в місті був $14 756. Приблизно 11,1 % родин і 13,8 % населення перебували за межею бідності, включаючи 21,1 % віком до 18 років і 7,2 % від 65 і старших.